# Igaküla
Igaküla is een plaats in de Estlandse gemeente Muhu, provincie Saaremaa. De plaats heeft de status van dorp (Estisch: küla).

## Bevolking
Het dorp had 11 inwoners op 31 december 2011 en 7 inwoners op 31 december 2021.

## Ligging
De plaats ligt aan de westkust van het eiland Muhu aan de baai Lõpemeri.

## Geschiedenis
Igaküla werd rond 1570 voor het eerst genoemd als Wacke Ickenculle. Een Wacke was een administratieve eenheid voor een groep boeren met gezamenlijke verplichtingen. In 1645 lag het dorp onder de naam Iggane in de Wacke Painasse (Paenase). In 1798 lag het dorp onder de naam Iggana op het landgoed Mohn-Großenhof (Suuremõisa).